# Michael Avon Oeming
Michael Avon Oeming est un auteur de bande dessinée américain actif depuis le début des années 1990.

## Biographie
Michael Avon Oeming naît à Bordentown dans l'état du New Jersey. Il travaille dès l'âge de 14 ans en étant encreur chez Innovation Comics. Il occupe ensuite ce poste sur plusieurs séries Judge Dredd et Daredevil et Les Vengeurs chez Marvel Comics. Il réalise ensuite une mini-série intitulée Ship of Fools avec Bryan J.L. Glass au scénario. Ce premier travail en indépendant l'amène à créer d'autres séries : Hammer of the Gods, Bastard Samurai, Parliament of Justice, Bulletproof Monk (1998-1999). Cette mini-série a été adaptée en film en 2003. Depuis 2000, il dessine Powers sur des scénarios de Brian Michael Bendis. Il a également créé The Mice Templar de nouveau avec Bryan J.L. Glass (2007-2008) et, avec Dan Berman, Six dont l'adaptation en mini-série est en projet sur Amazon

## Prix et récompenses
- 2001 : Prix Eisner de la meilleure nouvelle série pour Powers (avec Brian Michael Bendis)